# Leon Dąbrowiecki

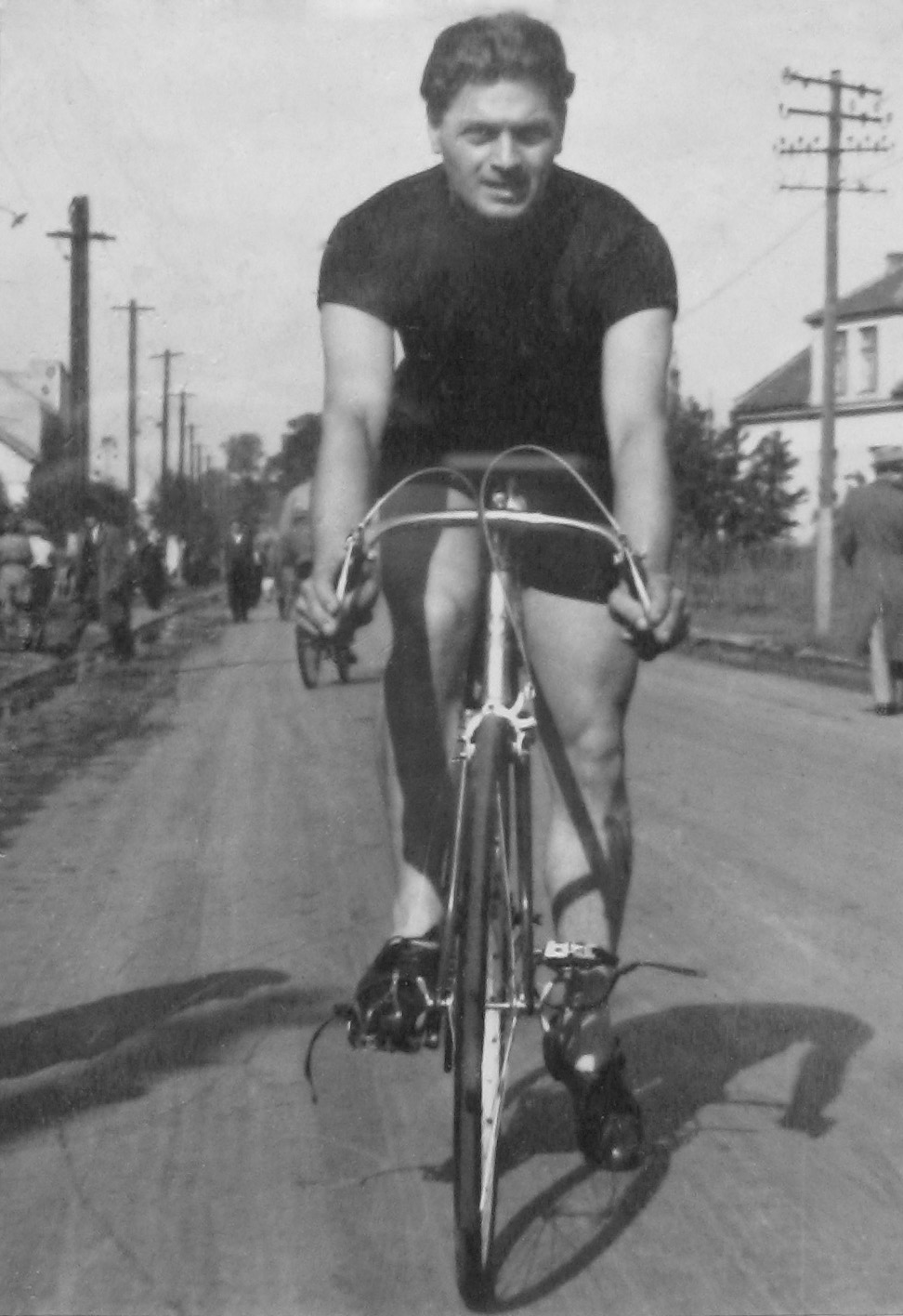
Leon Dąbrowiecki

Leon Dąbrowiecki (* 8. Februar 1913 in Krakau; † 15. September 1977 ebenda) war ein polnischer Radrennfahrer und nationaler Meister im Radsport.

## Sportliche Laufbahn
Dąbrowiecki war im Bahnradsport aktiv. 1946 gewann er die polnische Meisterschaft in der Mannschaftsverfolgung mit RKS Legia Krakau. 1938 wurde er Vizemeister im Punktefahren über 50 Kilometer. In den 1950er Jahren war er als Schrittmacher im Radsport aktiv.